# جان کوک (بازیکن فوتبال، زاده ۱۸۷۸)
جان کوک (انگلیسی: John Cooke؛ 1878 – ۱۰ اوت ۱۹۰۹ (aged 30)) بازیکن فوتبال بود.
از باشگاه‌هایی که در آن بازی کرده‌است می‌توان به باشگاه فوتبال منزفیلد تاون اشاره کرد.